# Архип Люлка
Архип Михайлович Люлка, на руски: Архип Михайлович Люлька, роден на 23 март 1908 г. в село Саварка, разположено около Киев в Руската империя и починал на 1 юни 1984 г. в Москва е съветски конструктор на турбореактивни двигатели, учен, академик на АН на СССР, ръководител на ОКБ «Сатурн». Награждаван е с Герой на социалистическия труд през 1957 г., лауреат е на Ленинска премия и две Сталински премии.

## Биография
Роден на 10 март 1908 г. (23 март нов стил) в село Саварка, Богусловски район, Киевска област, Украйна. Завършва Киевския политехнически институт през 1931 г. Работи в Харковския турбогенераторен завод. През 1933 г. до 1939 г. е преподавател в ХАИ на руски: Национальный аэрокосмический университет имени Н. Е. Жуковского, където работи върху турбореактивен двигател с центробежен компресор.  
През 1941 и 1942 г. работи в танковия завод в Челябинск, а през 1943г. продължава работа по създаването на първия съветски турбо-реактивен двигател. От 1946 г. е главен конструктор на опитния завод, в който се създава турбо-реактивният двигател, преминал успешно държавните изпитания. 

## Двигатели
- AL-7 (TR-7) за Сухой Су-9 и Сухой Су-11
- AL-21 за Сухой Су-22 Сухой Су-24
- AL-31 за Сухой Су-27 и Сухой Су-30
- AL-41 за МиГ 1.44